# Dashengguan-Brücke
Die Dashengguan-Brücke (chinesisch 南京大胜关长江大桥, englisch Dashengguan River Bridge) ist eine Eisenbahnbrücke über den Jangtse bei Nanjing in China. Sie gehört zu den längsten Stahlfachwerkbrücken, deren Überbau als Durchlaufträger ausgeführt ist. Die Brücke weist sechs Gleise auf, welche von der Schnellfahrstrecke Peking–Shanghai, der Schnellfahrstrecke Shanghai–Wuhan–Chengdu und von der U-Bahn Nanjing benutzt werden.

Schematische Darstellung der Nanjing Dashengguan Yangtze River Bridge

Das Bauwerk befindet sich ungefähr zwanzig Kilometer oberhalb der 1968 eröffneten Nanjing-Jangtse-Brücke, beziehungsweise ungefähr anderthalb Kilometer oberhalb der Dritten Nanjing-Jangtse-Brücke, die 2005 fertiggestellt wurde. Die Gesamtlänge der Brücke beträgt 9273 Meter. Der Bau der Brücke begann 2006, am 28. September 2009 war der Hauptträger fertiggestellt und 2010 die ganze Brücke; die Freigabe für den Verkehr erfolgte im Januar 2011. Die Baukosten waren bei Baubeginn mit rund 4,56 Milliarden Yuan (rund 455 Millionen Euro bzw. 716 Millionen Schweizer Franken) veranschlagt.
Die Dashengguan-Brücke besteht aus dem 1272 Meter langen Hauptträger in Stahlfachwerk mit den beiden 336 Meter langen Bogen, zwei je 168 Meter langen nördlichen Vorbrücken aus parallelgurtigen Stahlfachwerkträgern, sowie eine nördliche 1208 Meter lange und eine südliche 6450 Meter lange an die Stahlkonstruktion anschließende Kastenträgerbrücken aus Stahlbeton. Der Durchlaufträger mit den Bögen weist drei vertikale Fachwerkebenen auf, die sich zwischen den Gleisen befinden. Die äußersten von der U-Bahn benutzten Gleise liegen vor den Fachwerkträgern, zwischen den Fachwerkträgern liegen die Schnellfahrstrecken, wobei die Doppelspur der Schnellfahrstrecke Peking–Shanghai bezogen auf die Fließrichtung des Jangtse auf der Talseite liegt.
Der Durchlaufträger wurde im Freivorbau errichtet, wobei die Bögen während der Bauphase mit aufgesetzten Pylonen abgespannt wurden. Die auf dem bereits gebauten Teil der Bögen aufgesetzten Krane dienten sowohl dazu, die Stahlträger des Tragwerkes einzusetzen, wie auch zum Entladen und Montieren der per Schiff angelieferten fertig montierten Brückendeckteile.